# Escritura Vinča

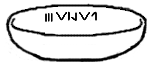
Una vasija de barro desenterrada en Vinča, encontrada a una profundidad de 8,5 m.

La escritura Vinča, también llamada alfabeto Vinča o Escritura europea antigua, es el nombre dado a un tipo de marcas encontradas en una serie de artefactos prehistóricos hallados en el sureste de Europa. Algunos consideran las marcas como un sistema de escritura, atribuible a la cultura de Vinča, que habitó la región hacia 6000-4000 a. C.
Otros dudan que las marcas representen una escritura, citando la brevedad de las inscripciones encontradas y lo escaso de símbolos repetidos.

## Descubrimiento de las inscripciones

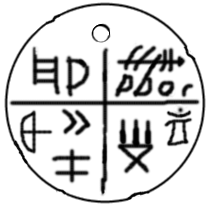
Amuleto de arcilla, una de las tablas de Tărtăria encontradas cerca de Tărtăria, Rumanía, y datadas hacia el 4500 a. C.

En 1875, las excavaciones arqueológicas de Zsófia Torma (1840-1899) en Turdaș (Tordos), cerca de Orăștie en Transilvania (actual Rumanía), descubrieron un grupo de objetos con inscripciones de símbolos desconocidos. Objetos similares se encontraron durante las excavaciones de 1908 en Vinča, un suburbio de la ciudad serbia de Belgrado, a 120 km de Tordos. Más tarde, aparecieron objetos en Banjica, también en Belgrado. 
La cultura ha sido llamada cultura Vincha-Tordos, y las inscripciones, escritura Vincha-Tordos. 
El descubrimiento de las tablas de Tărtăria en Rumanía por Nicolae Vlassa en 1961 impulsó el debate. Vlassa consideró las inscripciones como pictogramas, y la datación por carbono de los objetos hacia el 4000 a. C. lo convertía en el primer sistema de escritura. 
Como dato, han aparecido muchos más fragmentos con inscripciones similares en varias excavaciones arqueológicas, principalmente en Grecia (Tabla de Dispilio), Bulgaria (Tablas de Gradeshnitsa), Macedonia del Norte, Rumanía (Tablas de Tărtăria), este de Hungría, Moldavia, sur de Ucrania y otros lugares de la antigua Yugoslavia.